# Poštovní 119

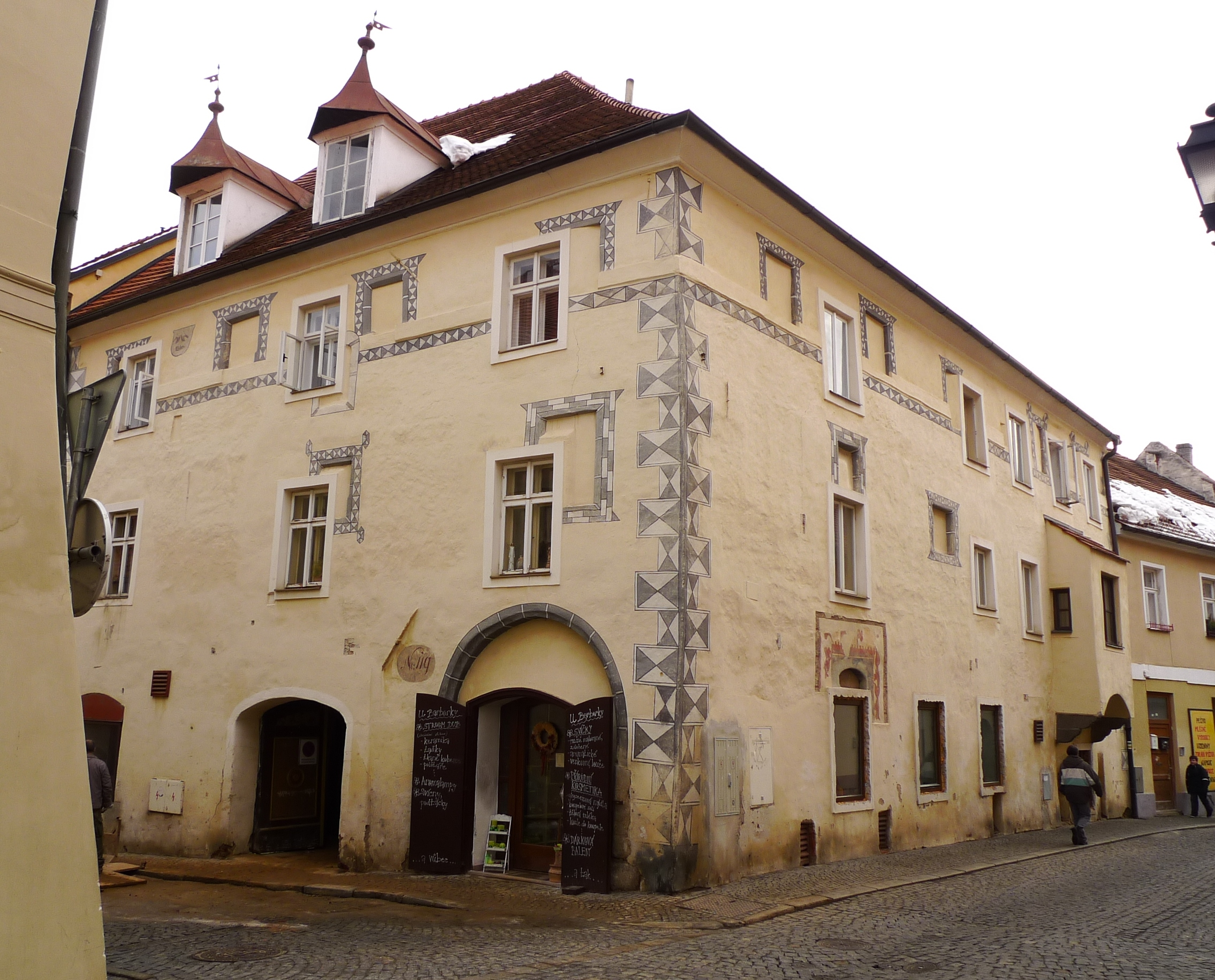
Poštovní 119 (2013)

Das Haus Poštovní 119 in Prachatice (deutsch Prachatitz), einer Stadt in der Region Jihočeský kraj (Südböhmen) in Tschechien, ist ein denkmalgeschütztes Bürgerhaus (tschechisch měšťanský dům). Das Gebäude ist spätgotischen Ursprungs und wurde wiederholt umgebaut.

## Lage

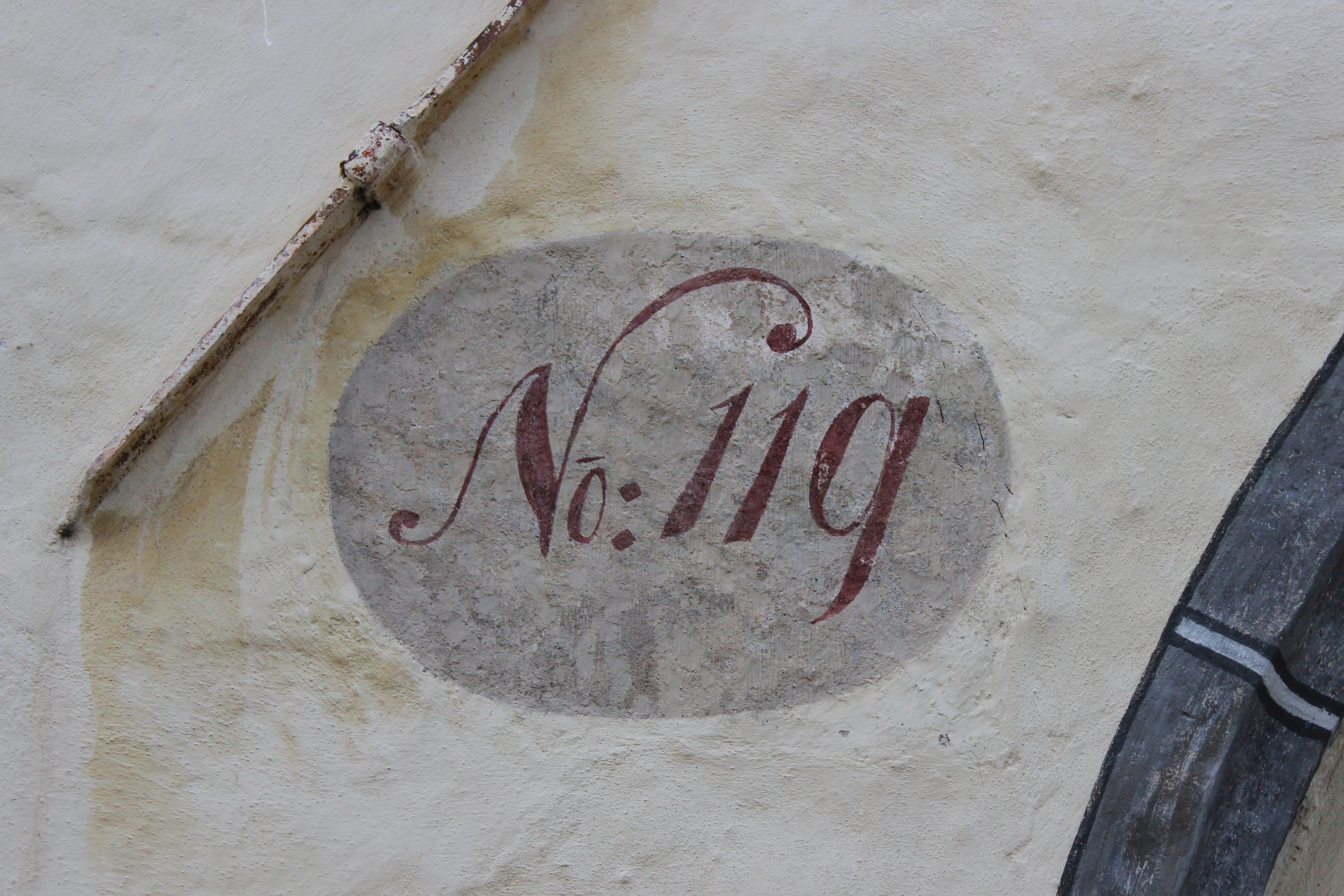
Die Konskriptionsnummer 119 am Portal des Hauses

Das großformatige Eckhaus steht im Süden des Marktplatzes an der Ecke von Solní-Gasse (Salzgasse) und Poštovní-Gasse (Postgasse). Über die Salzgasse führte der Goldene Steig (Zlatá stezka) vom ehemaligen Passauer Tor zum Marktplatz. Die anschließenden Gebäude čp. 114–118, 120–121 und die gegenüberliegenden čp. 44, 178 und 184 (Rožmberský dům) sind ebenfalls Kulturdenkmale und Teil des städtischen Denkmalreservats. Die Nummer „119“ ist eine Konskriptionsnummer (číslo popisné).

## Geschichte
Das Gebäude ist spätgotischen Ursprungs und wurde in der zweiten Hälfte des 16. Jahrhunderts im Renaissancestil umgebaut und um ein Stockwerk erhöht. Im 19. Jahrhundert erfuhr das Haus eine umfassende Umgestaltung. Bei einer späteren Restaurierung wurden Schmuckelemente der Renaissancezeit freigelegt.

## Beschreibung

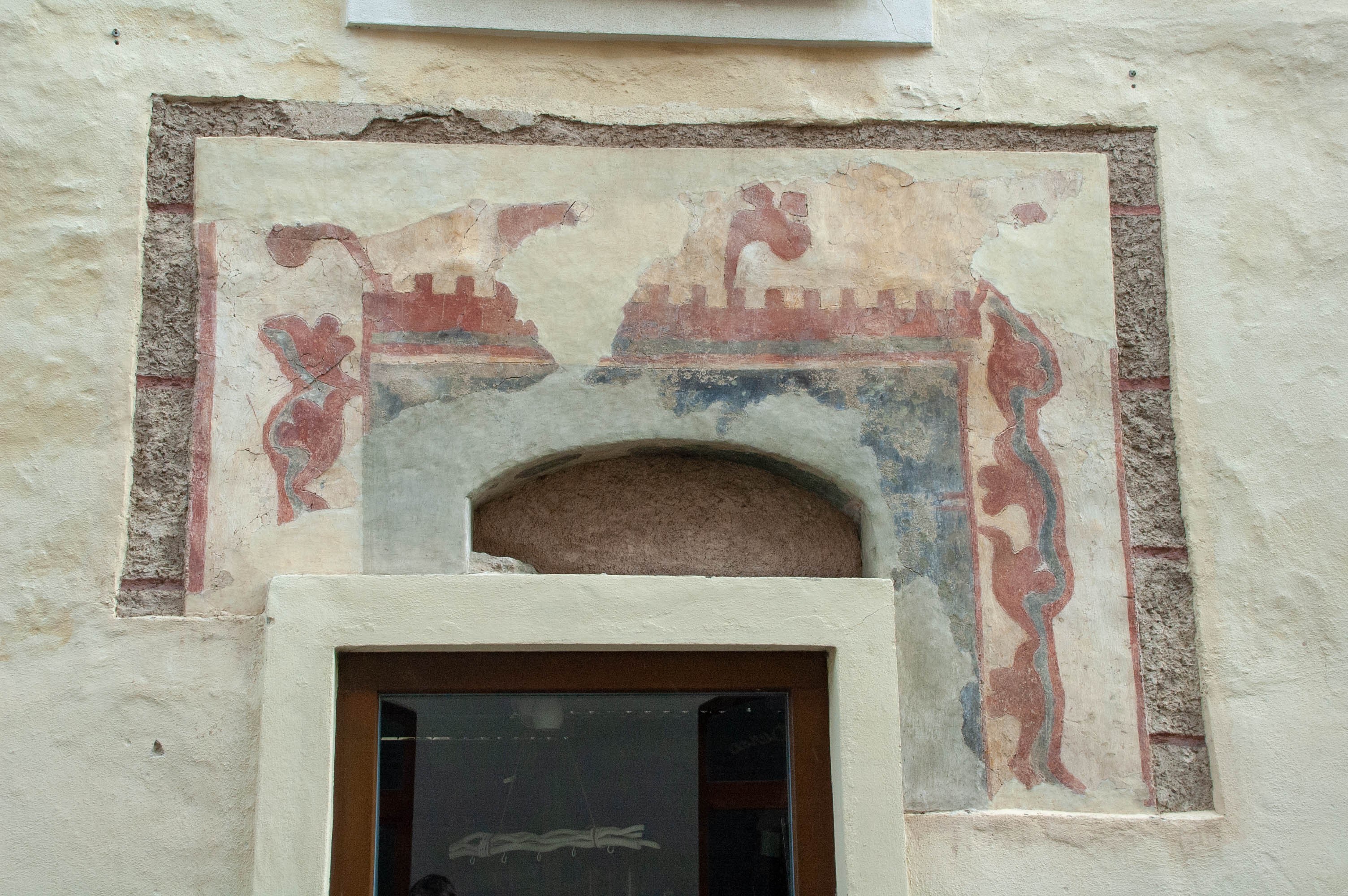
Freigelegtes Portal an der Solní

Das repräsentative Bürgerhaus ist ein dreistöckiger Putzbau mit ehemals sechs und fünf Fensterachsen auf einem großen Eckgrundstück. Die Fenster haben heute ungleiche Höhen, sind unsymmetrisch angelegt und wurden erst im 19. Jahrhundert eingefügt. Prägendes Element ist ein Erker auf Kragsteinen. Zwei Dachgauben sind ebenfalls jüngeren Datums. An der Solní wurden die Reste eines Portals mit Stichbogen sowie farbige Verzierungen freigelegt. Der Zugang wurde durch einen Fenstereinbau im 19. Jahrhundert zerstört.
Bei einer Restaurierung wurde ein Teil der alten Umrahmungen und Verzierungen wieder freigelegt. Die Eckquader in Zahnschnittfolge sind schwarz und weiß im ortsüblichen Sgraffito aufgetragen. Weitere Sgraffiti umrahmten die ehemaligen Fenster und ein Zierstreifen zieht sich in Höhe des dritten Stocks um das ganze Haus. Eine Nische für eine Heiligenfigur wurde durch den Einbau eines Fensters zerstört.
Das Gebäude umschließt einen kleinen Innenhof auf der Südostseite. Neben den Fragmenten der Renaissance-Fassade wertvoll, sind der Gewölbekeller sowie die eingewölbten Räume im Erdgeschoss und ersten Stock erhalten.
Das Haus ist ein wichtiges architektonisches und städtebauliches Element in der historischen Entwicklung der Stadt Prachatice und wurde am 3. Mai 1958 als Kulturdenkmal unter Schutz gestellt sowie am 1. Oktober 1981 in den Bereich des städtischen Denkmalreservats der Prachaticer Innenstadt aufgenommen.